# Ідаліон (місто-держава)

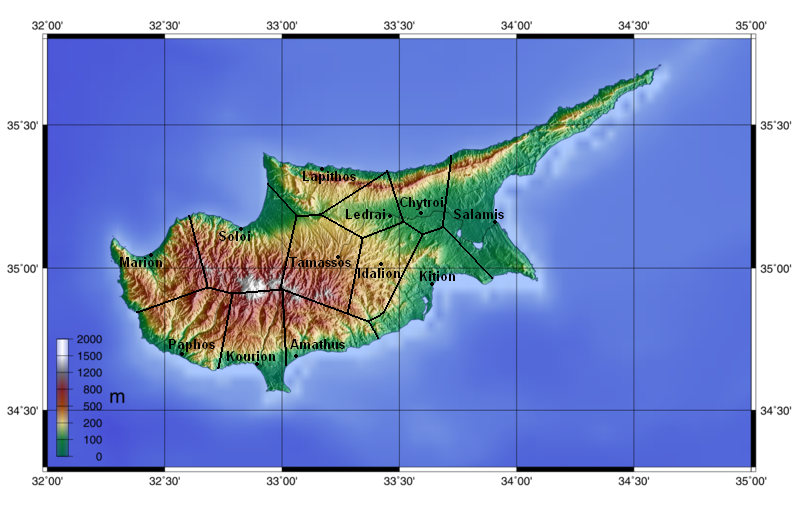
Мапа міст-держав стародавнього Кіпру

Ідаліон (дав.-гр. Ιδάλιον) — стародавнє місто давньогрецьке місто, яке знаходиться в центральній частині острова Кіпр. місто згадується в записах на табличках царя Ассирії Асархаддона в 673/2 році до нашої ери, як одно з десяти міст-держав античного Кіпру.